# Crisis sino-vietnamita de 2014
La crisis sino-vietnamita fue una crisis diplomática que puso en tensión las relaciones entre la República Popular de China y la República Socialista de Vietnam. Iniciada en mayo de 2014 debido a unos actos de la corporación estatal china China National Offshore Oil, la cual colocó una plataforma petrolífera, llamada Haiyang Shiyou 981 o simplemente Haiyang-981 (conocida por los vietnamitas como Hải Dương - 981), cerca de las islas Paracel, unas islas situadas en el mar de la China que pertenecen a Vietnam, pero que las reclama la República Popular de China.
Hubo muchos movimientos y protestas vietnamitas que intentaron prevenir la colocación de la plataforma, la cual se posicionó el 2 de mayo y se previó que estaría funcional hasta el 15 de septiembre de 2014 con una posición fija para la extracción de petróleo en esa zona, que la República Popular de China considera parte de su ZEE.
Aunque la Administración de Seguridad Marítima de China, hizo un anuncio oficial desde sus oficinas principales en la isla de Hainan donde se explicaba que las labores de la plataforma Haiyang-981 durarían desde el 2 de mayo hasta el 15 de agosto de 2014, el 15 de julio, con la crisis aún palpitante y la sucesión de protestas antichinas en Vietnam, el gobierno de la RP de China anunció que la labor de la plataforma había finalizado su labor con un mes de antelación según la previsión y por tanto la retiraría.
Posteriormente, el enfrentamiento es considerado por algunos analistas como el acontecimiento más grave en las disputas territoriales entre los dos países desde los enfrentamientos en marzo de 1988 por el Arrecife Johnson del Sur en las Islas Spratly, en esta ocupación china del arrecife vietnamita murieron más de 70 soldados vietnamitas.

## Contexto
Los dos países mantienen un prolongado conflicto acerca de sus zonas económicas exclusivas en el mar de la China Meridional. Mientras que Vietnam se considera titular de una ZEE con una extensión de 200 millas náuticas desde sus costas (según la Convención de las Naciones Unidas sobre el Derecho del Mar ), China reivindica la casi totalidad de este mar, justificando así su reclamación de las islas Paracel y Spratly, lo que coloca a ambos países en oposición sobre una zona inmensa, que dispone tanto de hidrocarburos como de recursos pesqueros. 
Los antecedentes de este conflicto se pueden remontar mucho tiempo atrás, de hecho, el antagonismo político entre China y Vietnam ya les condujo en 1979 a un breve conflicto armado.

### Disputas territoriales en el mar de la China
El mar de la China meridional es la zona del mundo donde probablemente existen más conflictos sobre la posesión y reclamación de islas, islotes y arrecifes que los distintos estados reclaman como propios argumentando posesiones históricas o la inclusión de dichos territorios en sus ZEEs.
La República Popular de China es el estado que con diferencia más diplomacia y demostraciones de fuerza usa para defender sus argumentos de posesión de la mayoría de islas que hay en este mar, pues en muchas ocasiones estas islas están más cercanas a estos estado, pero la RP de China ve grandes ventajas políticas, económicas y geográficas en la posesión de estas islas, pues le daría el dominio casi exclusivo de todo el mar de la china meridional.

Reivindicaciones marítimas chinas.

#### Disputas entre China y Vietnam
En ese contexto de múltiples disputas, la RP de China y la RS de Vietnam tienen mutuamente reclamos y posesiones sobre territorios que pertenecen (o son reclamados) por el otro estado.
Esta situación ha llevado a algunos enfrentamientos en esos lugares entre las dos repúblicas.
El primer enfrentamiento entre ellos fue la batalla de las islas Paracel, librada en 1974 entre la República Popular de China y la entonces República de Vietnam (Vietnam del Sur). Este enfrentamiento contó con 4 buques militares por bando, en el caso del bando chino, sus buques fueron apoyados por dos submarinos, que fueron muy determinantes a la hora de decantar la victoria para la Armada del Ejército Popular de Liberación. Tras la batalla, la RP de China tomó el control de las islas Paracel, desde entonces reivindicadas por Vietnam.
El siguiente enfrentamiento se daría 14 años después, en 1988, cuando el 14 de marzo fuerzas vietnamitas y chinas se enfrentaron en el arrecife Johnson del Sur. El enfrentamiento contó por el bando vietnamita con un barco de desembarco de tanques, el HQ-505, y dos barcos de desembarco adicionales, el HQ-604 y el HQ-605. Estos barcos se disponían a desembarcar en el arrecife para hacer ondear la bandera de Vietnam, pues estas islas en disputa, que no tenían control de ningún estado habían sido fuertemente administradas por la República de Vietnam primero, y más tarde por la República Socialista de Vietnam, único estado que había desembarcado normalmente tropas y civiles en las islas.
El 13 de marzo, la fragata de la Armada del EPL Nanchong, bajo el mando de Cheng Weiwen detecta la lancha vietnamita HQ-604 en dirección al arrecife Johnson del Sur, por lo que al día siguiente, las fuerzas chinas, que se contaban en tres fragatas, la adelantada Nanchong apoyada por las fragatas Xiangtan y Yingtan se enfrentan a las fuerzas de desembarco vietnamitas, las cuales salen derrotadas. Esto propulsó la administración china sobre siete islas del archipiélago Spratly. 
Desde entonces no se producen enfrentamientos importantes hasta esta crisis, resumiéndose las acciones en demostraciones de fuerza sin llegar al combate.

### Relaciones China-Vietnam
Las relaciones diplomáticas entre la República Popular de China y la República Socialista de Vietnam nunca han sido muy fluidas. En la época de la Guerra Fría llegaron a tener un enfrentamiento armado por las distintas corrientes comunistas que seguía cada país (China maoísta y Vietnam soviética).

#### Enfrentamiento entre China y Vietnam
La invasión china de Vietnam de 1979 fue un enfrentamiento propiciado por el enfrentamiento interno de los países comunistas.
La recién unificada República Socialista de Vietnam tenía una corriente política cercana a la Unión Soviética, lo cual le hacía aliado de esta. Por otro lado, la República Popular de China había roto relaciones con la URSS desarrollando su propia corriente política dentro del comunismo en la que intentaba aglutinar a los estados comunistas de Asia, como Corea del Norte o la Kampuchea Democrática, esta última propiciará el enfrentamiento, ya que la República Socialista de Vietnam invadirá la Kampuchea Democrática para acabar con el genocidio camboyano propiciado por el régimen de los Jemeres Rojos dirigidos por Pol Pot, lo cual sentó mal a la RP de China, pues Pol Pot era aliado de su gobierno. Tras esta acción, China intentó una invasión armada de un Vietnam azotado por su reciente guerra civil, aun así, la RS de Vietnam demostró ser un enemigo capaz y frenó a los chinos en la misma frontera tras perder China [oficialmente] más de 20.000 soldados.

#### Relaciones diplomáticas tras la guerra
Con el paso de los años, las relaciones diplomáticas entre los dos estados se han normalizado, pero estas siguen siendo de estricta cordialidad, no existiendo unas buenas relaciones de alianza, pues excluyendo la guerra siguen teniendo enfrentamientos por las posesiones en el mar de la China.
Con la caída de la URSS y la salida de Vietnam de Camboya a comienzos de la década de los 90, los dos estados decidieron comenzar a mejorar poco a poco sus relaciones con el fin de aliviar tensiones y volver a niveles de amistad de la década de los 60, cuando China ofreció 1 billón de yuanes a Vietnam [del Norte] tras el incidente del Golfo de Tonkin.
A partir de 2002, con la visita de Jiang Zemin a Vietnam las relaciones económicas se vieron impulsadas fuertemente entre ambos países, convirtiéndose en los ejes principales de la conocida actualmente como "red del bambú". Aunque esto no ha detenido las tensiones sobre las posesiones marítimas.

## Prospección petrolífera china
En mayo de 2014, la plataforma petrolífera china de prospección Haiyang Shiyou 981 (fletada por la compañía estatal China National Offshore Oil Corporation) penetró en la ZEE reivindicada por Vietnam. El lugar de prospección se situó a 120 millas náuticas de las costas vietnamitas, y a 30 millas de las islas Paracel.
El 7 de mayo, Vietnam exige el cese de la prospección y el regreso de la plataforma a China, lo cual fue rechazado por parte china. Embarcaciones vietnamitas fueron enviadas a las cercanías de la plataforma, sin tomarla al asalto. China desplegó sus propias embarcaciones. 

### Disturbios antichinos en Vietnam
En protesta por estos hechos tuvieron lugar manifestaciones promovidas por el gobierno en Vietnam, así como huelgas en fábricas de compañías chinas. En estas protestas, inicialmente pacíficas, acabaron con el incendio de varias empresas chinas, así como taiwanesas y surcoreanas. Dos ciudadanos chinos murieron, y el 18 de mayo, China evacuó a 3000 de sus expatriados en Vietnam.
Otras manifestaciones, pacíficas, fueron organizadas por ciudadanos vietnamitas en varios lugares del mundo.

### Combates
Durante la crisis por la plataforma Haiyang-981 ocurrieron varios enfrentamientos entre embarcaciones vietnamitas y chinas.
Algunos de estos enfrentamientos fueron encontronazos entre embarcaciones de ambas nacionalidades, otras fueron expulsiones de embarcaciones pesqueras o de ocio de las zonas en las que se encontraban por parte de buques pertenecientes a la Guardia Costera del otro estado.
En ningún caso se ha de entender estos encontronazos como batallas navales. Los únicos buques militares que se desplegaron fueron 6 buques de la Armada de la República Popular China, los cuales formaban parte de la escolta de la plataforma petrolífera. Así mismo, los 8 aviones contabilizados como parte de las fuerzas en el conflicto, fueron aviones de reconocimiento que hicieron reconomicimientos rutinarios sobre la zona.

#### Naufragio de un arrastrero vietnamita
El 26 de mayo, un nuevo incidente agravó la crisis, al ser embestido y hundido un barco de pesca vietnamita por un barco de guerra chino en las proximidades de la plataforma, sin producirse víctimas.

### Retirada de la plataforma
El 16 de julio, la plataforma petrolífera china y sus buques de escolta abandonaron las aguas territoriales vietnamitas.

## Reacciones diplomáticas
A lo largo de la crisis se sucedieron bastantes actos diplomáticos tanto de los estados enfrentados como de otros estados que hicieron declaraciones sobre el conflicto.

### República Popular de China
- RP de China: El 7 de mayo, China dijo que el funcionamiento de su plataforma de perforación Haiyang-981 cerca de las islas Xisha en el mar de la China es legal e instó a Vietnam para dejar de molestar a las actividades de exploración de China en sus aguas territoriales.
- RP de China: El 11 de mayo, parte de China estaba "profundamente sorprendida y conmocionada" por los intentos intensivos de Vietnam que desde el 2 de mayo intentaba interrumpir las actividades normales de perforación de la compañía china en las aguas de las islas Xisha de China.
- RP de China: El 8 de junio, el Ministerio de Relaciones Exteriores de China publicó una nota de prensa acerca de la plataforma de perforación Haiyang Shiyou 981 en las islas Xisha en su página web bajo el nombre: El funcionamiento de la plataforma de perforación HYSY 981:. Provocación de Vietnam y la posición de China.

### República Socialista de Vietnam
- Vietnam: El portavoz del Ministerio de Asuntos Exteriores de Vietnam Lê Hải Bình instó en una conferencia el 15 de mayo a China de retirar la plataforma petrolera Haiyang-981 y todos sus buques y aeronaves de las aguas de Vietnam y no repetir acciones similares".
- Vietnam: El 31 de mayo, el primer ministro vietnamita, Nguyễn Tấn Dũng, apela a una "voz más fuerte" de los EE. UU. contra China después de los enfrentamientos entre buques guardacostas cerca de la plataforma situada en aguas disputadas.

Esta es la única acción pidiendo un mediador al conflicto que tuvo lugar durante toda la crisis.

### Reacciones internacionales
- Estados Unidos: El Departamento de Estado de los Estados Unidos dijo que estaba monitoreando los acontecimientos en Vietnam de cerca, y pidió moderación a ambas partes. El secretario de Estado John Kerry dijo que Estados Unidos está "profundamente preocupado" de que China hubiese colocado una plataforma petrolera en un área del mar de la China Meridional también reclamado por Vietnam, y agregó que la medida era "provocadora" y "agresiva". El 12 de mayo, durante una reunión con el presidente Nguyễn Tấn Dũng, en Vietnam, el senador Ben Cardin y otros miembros del Comité de Relaciones Exteriores del Senado denunció acciones recientes de barcos chinos en el mar de la China Meridional como "tácticas agresivas" y "profundamente preocupantes".
- Unión Europea: La Alta representante de la Unión para Asuntos Exteriores y Política de Seguridad y Vicepresidenta de la Comisión Europea, Federica Mogherini, emitió un comunicado el 8 de mayo que expresaba la preocupación de la Unión Europea en relación con los incidentes recientes entre China y Vietnam sobre el tema de la plataforma de perforación Haiyang Shiyou 981. Mencionó que "las acciones unilaterales podrían afectar el entorno de seguridad en la región", e instó a China y Vietnam para resolver controversias de conformidad con el derecho internacional y para mantener la libertad de navegación y seguridad.
- Filipinas: El 22 de mayo de 2014 desde el Palacio de Malacañang, el presidente filipino Benigno Aquino III, y el primer ministro de Vietnam, Nguyễn Tấn Dũng, "comparten la profunda preocupación por la situación extremadamente peligrosa que está tomando la crisis a causa de las acciones de China, las cuales violan el derecho internacional".
- República de China: Rechazó todas las reclamaciones rivales de las islas Paracel en medio de la disputa, repitiendo su posición de que todas las Paracel, Spratly, Zhongsha y Pratas pertenecen a la República de China, junto con "sus aguas circundantes y respectivo de los fondos marinos y subsuelo", y que las reclamaciones tanto de Vietnam como de la República Popular de China son ilegítimas, todo ello en un comunicado difundido por el Ministerio de Asuntos Exteriores, que añadió "...No hay duda de que la República de China tiene la soberanía sobre los archipiélagos y aguas."